# Les Tiens, les Miens, le Nôtre
Pour les articles homonymes, voir Yours, Mine and Ours.
Pour plus de détails, voir Fiche technique et Distribution.
Les Tiens, les Miens, le Nôtre (Yours, Mine and Ours) est un film américain réalisé par Melville Shavelson, sorti en 1968.
Un remake a été tourné en 2005 : Une famille 2 en 1.

## Synopsis
Un veuf, père de dix enfants, et une veuve, mère de huit enfants, décident de se marier. La cohabitation des vingt membres de cette famille bien particulière ne se passe pas sans querelles, jusqu'à l'arrivée du premier enfant du couple recomposé.

## Fiche technique
- Titre original: Yours, Mine and Ours
- Titre français : Les Tiens, les Miens, le Nôtre
- Réalisation : Melville Shavelson
- Scénario : Mort Lachman et Melville Shavelson, d'après le livre Who Gets the Drumsticks?, de Helen Eileen Beardsley
- Musique : Fred Karlin
- Direction artistique : Arthur Lonergan (en)
- Costumes : Frank Cardinale et Renita Reachi
- Photographie : Charles F. Wheeler
- Montage : Stuart Gilmore
- Production : Robert F. Blumofe
- Société(s) de production : Desilu Productions, Walden Productions
- Société(s) de distribution : United Artists
- Budget : 
  - 2 500 000 $ US[1]
  - 183 000 000 €
- Pays de production :  États-Unis
- Langue d'origine : anglais américain
- Format : couleur DeLuxe (Technicolor) — 35 mm — 1,85:1 — son: mono
- Genre : comédie familiale
- Durée : 111 minutes
- Dates de sortie :
  - États-Unis : 24 avril 1968
  - France : 24 mai 1972 [2]

## Distribution
- Lucille Ball : Helen North Beardsley
- Henry Fonda (VF : Jean Michaud) : Frank Beardsley
- Van Johnson (VF : Roger Rudel) : l'officier Darrel Harrison
- Louise Troy (VF : Joëlle Janin) : Madeleine Love
- Sidney Miller (en) (VF : Jean Berton) : le docteur Ashford
- Tom Bosley (VF : Richard Francœur) : le médecin de famille
- Nancy Howard : Nancy Beardsley
- Walter Brooke : Howard Beardsley
- Tim Matheson : Mike Beardsley
- Gil Rogers : Rusty Beardsley
- Nancy Roth : Rosemary Beardsley
- Gary Goetzman : Greg Beardsley
- Morgan Brittany : Louise Beardsley
- Holly O'Brien : Susan Beardsley
- Michele Tobin : Veronica Beardsley
- Drake Bell

## Autour du film
- Le tournage s'est déroulé de mai à juillet 1967 à Alameda et San Francisco, en Californie.
- Henry Fonda a remplacé Fred MacMurray à la dernière minute.
- Inspiré du film français La Loi du printemps.

## Distinctions
- 1968 : Prix Laurel du meilleur film et de la meilleure actrice pour Lucille Ball.
- 1969 : Nomination au Golden Globe du meilleur film musical ou comédie et de la meilleure actrice dans un film musical ou une comédie pour Lucille Ball.
- 1969 : Nomination au prix du meilleur scénario de comédie par la Writers Guild of America.